# Inorganic Syntheses
Inorganic Syntheses je serija knjiga koja je usredsređena na objavljivanje "detaljnih i pouzdanih" procedura za sintezu neorganskih jedinjenja. Mada je ova serija knjiga editovana, one su obično recenzirane poput časopisa, bez navađenja imena pregledača ili editora. Slični format obično sledi i serija Organic Syntheses.